# 消防庁長官表彰永年勤続功労章

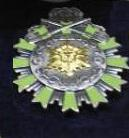
消防庁長官表彰永年勤続功労章

消防庁長官表彰永年勤続功労章（しょうぼうちょうちょうかんひょうしょうえいねんきんぞくこうろうしょう）は、日本の消防庁長官が功労ある消防吏員または消防団員または消防庁職員を表彰するために授与する表彰記章のこと。消防に関する表彰としては勲章・褒章などの栄典に準じ、最も栄誉あるもののひとつである。
同永年勤続功労章は、総務省消防庁が定める消防表彰規程（昭和37年消防庁告示第1号）第4条第1項第5号及び第6項を根拠規定とし、永年勤続し、その勤務成績が優秀で、他の模範となると認められる消防吏員、消防団員、都道府県航空消防隊職員又は消防庁職員に対して定例表彰において授与される。主に25年以上、在職した消防吏員及び消防団員、消防教育者がその対象であり、消防庁長官表彰功労章同様、定例表彰において授与される。同永年勤続功労章は消防庁長官名により授与することを明記した章記とともに授与される。
また、受章者本人のみが佩用することが出来、遺族はそれを保存することができる。また、受章者が禁固以上の刑罰または懲戒免職を受けた場合、消防庁はこれを返納させることができる。同永年勤続功労章受章者のうち、特別区消防団員たる者は、第7号表彰歴章の佩用も許されている。
消防庁長官表彰特別功労章の制式即ち形容は、その他の消防庁長官表彰功労章、消防庁長官表彰特別功労章などと同じであり、金色の消防章を中心に銀と緑の装飾がなされているのが特徴である。

## 類似の表彰記章
- 消防庁長官表彰功労章
- 消防庁長官表彰特別功労章
- 消防庁長官表彰顕功章
- 消防庁長官表彰功績章
- 消防庁長官表彰国際協力功労章